# Martin Kreis
Martin Ernst Kreis (* 1967) ist ein deutscher Chirurg sowie Facharzt für Viszeralchirurgie und Professor.

## Leben
Martin Kreis studierte von 1986 bis 1993 Humanmedizin an der Universität Tübingen mit Auslandsaufenthalten in Oregon/USA, Kanada und in der Schweiz. Anschließend war er nach seiner Promotion von 1994 bis 2004 an der Chirurgischen Universitätsklinik Tübingen tätig. Er ist seit 2001 Facharzt für Chirurgie und seit 2003 Facharzt mit Schwerpunktbezeichnung Viszeralchirurgie.
Nach Habilitation und Ernennung zum Oberarzt im Jahre 2003 war er von 2004 bis 2012 am Klinikum der Universität München, Standort Großhadern, tätig.
Seit 2012 ist er Direktor der Klinik für Allgemein-, Viszeral- und Gefäßchirurgie der Charité Universitätsmedizin Berlin, Campus Benjamin Franklin und seit 2018 Leiter des Zentrums für chirurgische Medizin (CC08) der Charité Universitätsmedizin Berlin. 
Zum 1. Januar 2021 übernahm Kreis die Funktion des Vorstands Krankenversorgung, zuvor als Ärztlicher Direktor bezeichnet,  an der Charité – Universitätsmedizin Berlin.
Zum 50-jährigen Bestehen des Campus Benjamin Franklin 2018 war er Mitorganisator des ersten Berliner Doctor's Slam.
Er ist Rubrikenherausgeber für Unterer Gastrointestinaltrakt, Koloproktologie der Zeitschrift Allgemein- und Viszeralchirurgie des Thieme-Verlags.

## Mitgliedschaften (Auswahl)
- Deutsche Gesellschaft für Chirurgie
- Deutsche Gesellschaft für Allgemein- und Viszeralchirurgie
- Society for Surgery of the Alimentary Tract
- Fellow of American College of Surgeons
- Vorsitzender der Deutschen Gesellschaft für Koloproktologie
- Vorstandsmitglied des Tumorzentrums Berlin[4] und der Berliner Krebsgesellschaft[5]
- Wissenschaftliche Leitung des Symposium Aktuelle Chirurgie und Viszeralmedizin

## Werke (Auswahl)
- Gemeinsam mit weiteren Autoren: Long-term outcome of conservative treatment in patients with diverticulitis of the sigmoid colon. European Journal of Gastroenterology & Hepatology. 17, S. 649–654, 2005.
- Gemeinsam mit weiteren Autoren: Abklärung des rechtsseitigen Unterbauchschmerzes. Deutsches Ärzteblatt, 104(45), 2007.
- Gemeinsam mit Joachim Straßburg: Moderne Chirurgie des Rektumkarzinoms. Springer-Verlag, 2015.
- Chirurgische Therapie. In: Entzündliche Darmerkrankungen: Klinik, Diagnostik und Therapie, Schattauer Verlag, 2015.
- Gemeinsam mit Hendrik Seeliger: Moderne Chirurgie des Magen- und Kardiakarzinoms. Springer-Verlag, 2017.
- Gemeinsam mit Patrick Asbach: MRT-basierte Chirurgie des Rektumkarzinoms. Springer-Verlag, 2019.
- Operationsindikation bei ileozökalem Morbus Crohn. In: Chirurgische Allgemeine Zeitung, Kaden Verlag, 2019, S. 399–402.